# Katinka Lærke Petersen
Katinka Lærke Petersen (* 26. Dezember 1991 in Rørvig) ist eine dänische Schauspielerin.

## Leben und Karriere
Petersen wurde am 26. Dezember 1991 in Rørvig geboren. Sie besuchte die dänische Schule für darstellende Künste in Odense. Ihr Debüt gab sie 2018 in einer Folge in Countdown Copenhagen. Anschließend trat sie 2020 in der Serie Far auf. Im selben Jahr bekam Petersen in der Fernsehserie Wenn die Stille einkehrt eine Hauptrolle.
Außerdem spielte sie 2022 in dem Film Elsker dig for tiden mit. Unter anderem setzte sie ihre Karriere in Bytte bytte baby fort. 2023 nahm Petersen an der 20. Staffel von Vild med dans teil. Sie tanzte mit dem professionellen Tänzer Mads Vad.

## Filmografie
Filme
- 2022: Elsker dig for tiden
- 2022: Krysantemum
- 2023: Bytte bytte baby

Serien
- 2019: Countdown Copenhagen (Gidseltagningen)
- 2020: Far
- 2020: Wenn die Stille einkehrt (Når støvet har lagt sig)
- 2021: Overleverne